# Aphytis funicularis
Aphytis funicularis is een vliesvleugelig insect uit de familie Aphelinidae. De wetenschappelijke naam is voor het eerst geldig gepubliceerd in 1955 door Compere.